# The 1975
The 1975 là một ban nhạc alternative rock đến từ Manchester, Anh. Nhóm gồm các thành viên Matthew Healy (hát chính, rhythm guitar), Adam Hann (guitar chính), Ross MacDonald (bass) và George Daniel (trống). Họ đã học tại trung học Wilmslow ở Wilmslow, Cheshire, và như thanh thiếu niên bắt đầu chơi nhạc cùng nhau vào năm 2002
Họ đã phát hành bốn EP, trong đó album đầu tay cùng tên được phát hành vào ngày 02 tháng 9 năm 2013 thông qua Dirty Hit và Polydor. Album đầu tay của họ đứng vị trí số một trong Albums Chart Anh vào ngày 8 tháng 9 năm 2013, album thứ 2 "I like it when you sleep, for you are so beautiful yet so unaware of it" được phát hành trên toàn thế giới vào ngày 26 Tháng 2 năm 2016, và đứng vị trí số một trong bảng xếp hạng UK Albums và Billboard 200 Mỹ.

## Thành viên
- Adam Hann - lead guitar, bàn phím,điện tử hát bè (2002-nay)
- George Daniel - trống, hát bè (2002-nay)
- Matthew Healy - hát chính, guitar (2002-nay)
- Ross MacDonald - guitar bass, bàn phím điện tử, hát bè (2002-nay)